# 北海道教育大学附属函館幼稚園
北海道教育大学附属函館幼稚園（ほっかいどうきょういくだいがくふぞくはこだてようちえん）は、北海道函館市にある北海道教育大学附属の幼稚園。2027年3月での閉園が決定している。

## 概要
学校教育法に基く幼児教育を行うとともに、教員養成を目的とする北海道教育大学の附属学校として幼児教育の理論と実践に関する研究や教育実習も実施。園舎は敷地総面積55,784.00m2、幼稚園敷地面積5,723.00m2、園舎面積634.90m2、グラウンド2,031.00m2である。
北海道教育大学は2025年度から入園児の募集を停止し、2027年3月に閉園することを発表している。

## 沿革
- 1970年4月1日 - 北海道教育大学附属幼稚園設置
- 1971年9月14日 - 移転
- 1974年4月1日 - 北海道教育大学附属函館幼稚園に改称
- 2004年4月1日 - 国立大学法人北海道教育大学附属函館幼稚園に改称

## 所在地
- 北海道函館市美原3丁目48-6